# Bebia quieta

Escut de Daimús, que inclou una figuració de la Torre de Bebia Quieta

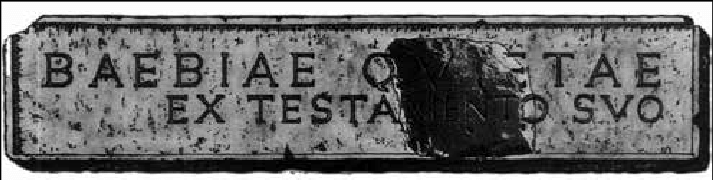
BAEBIA QUIETAE EX TESTAMENTO SUO, incripció funerària

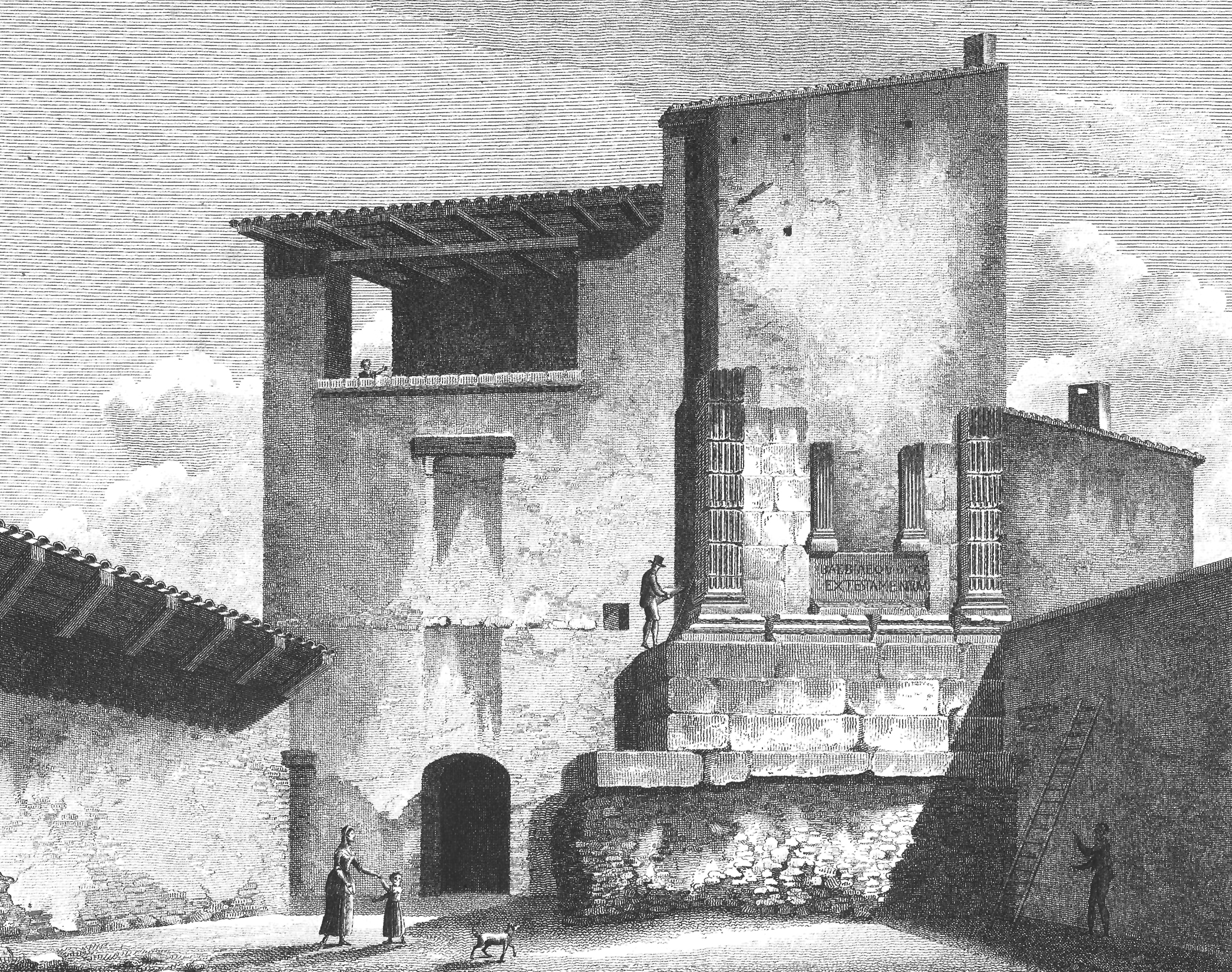
Il·lustració del sepulcre de Bebia Quieta, Daimús.

El Sepulcre de Bebia Quieta, o Baebiae Quietae, és una desapareguda construcció romana prop de la desembocadura del riu Serpis, al terme de Daimús. La construcció estava dedicada a una ciutadana romana amb bona posició social, de la gens de Baebia, bastant freqüent al País Valencià. Es coneix de l'existència del sepulcre gràcies als gravats del viatger i il·lustrador Alexandre de Laborde, qui va deixar tres magnífiques estampes de la construcció. Actualment hi ha dipositades algunes restes menors al Museu Arqueològic de Gandia. De l'estudi de les bases i plintons es podria extreure que la construcció data del segle ii. Aquest tipus de construccions turriformes, amb diversos cossos, respondria a la finalitat de monument funerari.
La zona al voltant del desaparegut sepulcre, coneguda com a partida de Rafalcaïd, ha estat excavada amb motiu de la construcció de la carretera al port de Gandia. Les excavacions fan suposar un paper important d'un desembarcador d'època romana amb vinculacions al port de Dénia.
Altres construccions semblants són la Torre d'Hèrcules, a la Vila Joiosa i la Torre dels Escipions, a Tarragona.